# Gran Tierra (archipiélago de los Kerguelen)

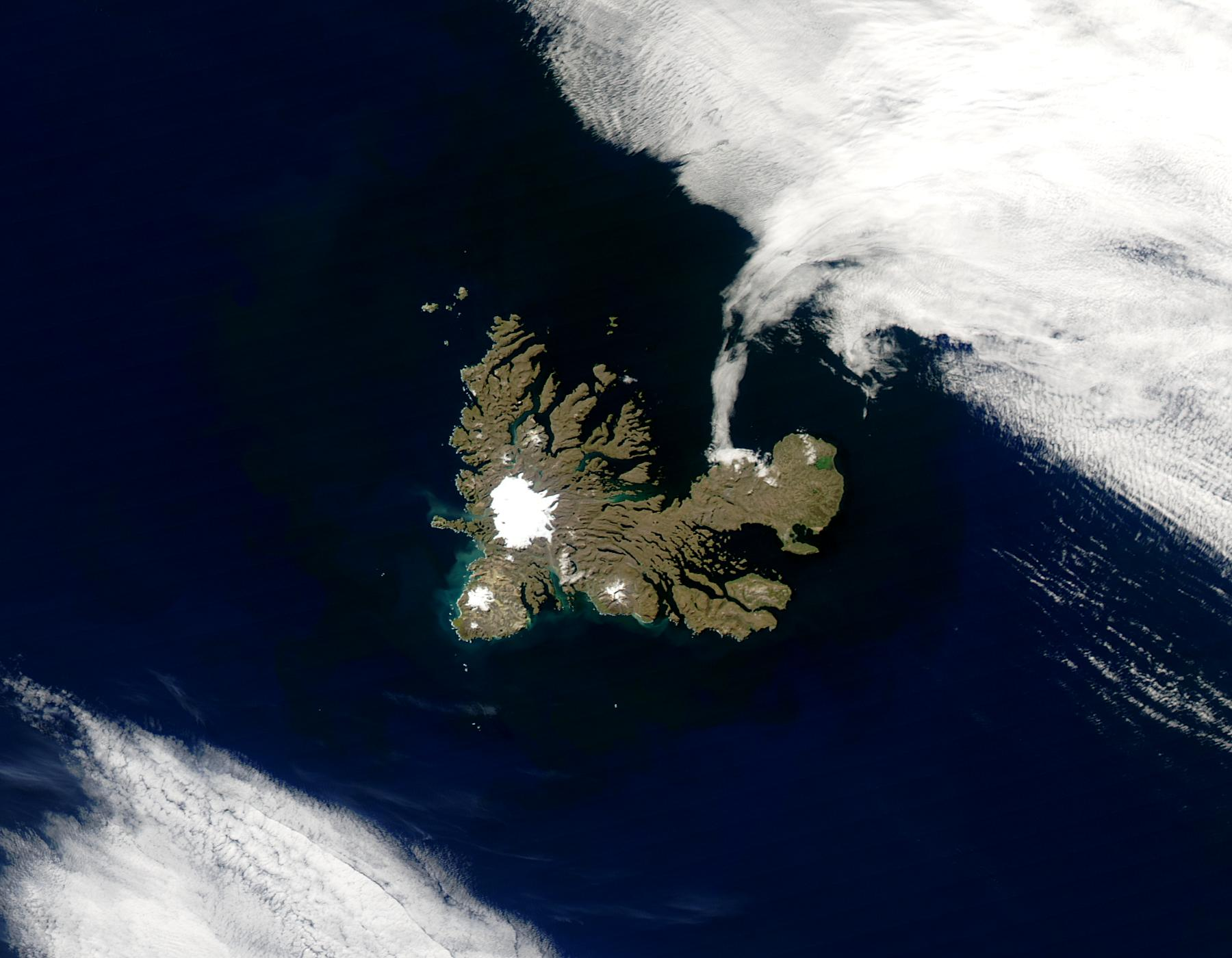
Imagen de satélite de las islas Kerguelen con Gran Tierra en el centro.

La gran Tierra es una isla francesa de Océano Índico que constituye la isla principal del archipiélago de los Kerguelen.

## Geografía

### Dimensiones
Gran Tierra mide aproximadamente 150 kilómetros de longitud de oeste está y 120 kilómetros de anchura del norte al sur. Su superficie es de 6 675 km², lo que la hace ser la tercera mayor isla francesa después de la gran Tierra de Nueva Caledonia y Córcega Representa de otro lado el 90 % de la superficie total del archipiélago de los Kerguelen.

### Cumbres
El relieve está formado principalmente por montañas delimitando valles encajonados. Las cumbres que se elevan a más de 1 000 metros de altitud son :
- el Grande Ross, el más elevado con 1850 metros ;
- el Petit Ross a 1721 metros ;
- el Mont Henri a 1262 metros ;
- El Bicorne a 1202 metros ;
- el pico San Allouarn a 1189 metros ;
- el monte Raymond a 1166 metros ;
- el pico Guynemer a 1088 metros ;
- el monte Richards a 1081 metros ;
- la cúpula del Padre Gaspard a 1063 metros ;
- el Glaciar Cook a 1049 metros ;
- el monte de Lans a 1022 metros ;
- el pico Joliot-Curie a 1005 metros.

La parte oeste está coronada por el Glaciar Cook, que alcanza 1049 metros de altitud.

### Penínsulas

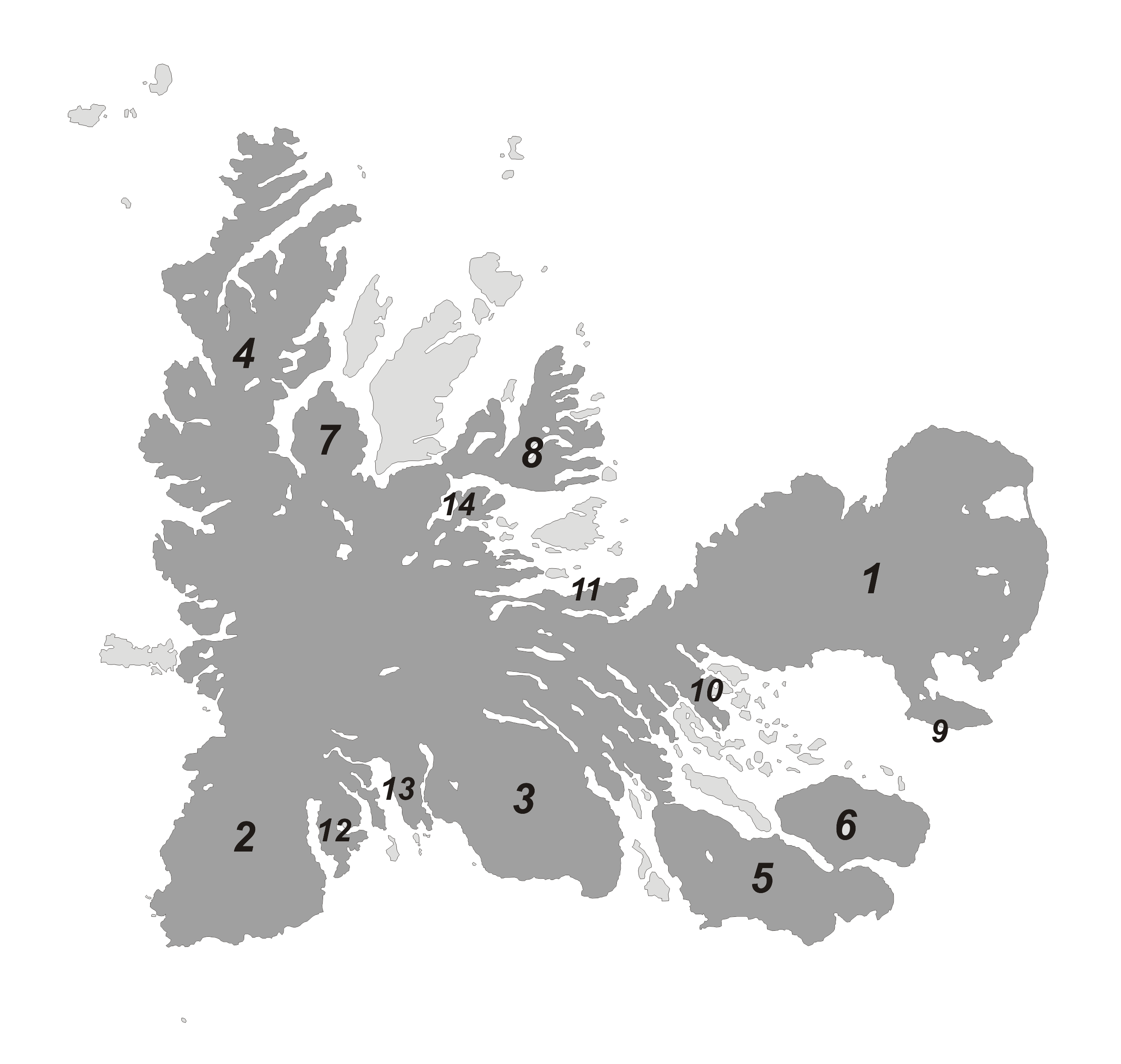
Mapa de localización de las penínsulas de la gran Tierra del archipiélago de los Kerguelen.

El litoral de Gran Tierra es fuertemente recortado y forma numerosas penínsulas Las principales son, en relación con el glaciar Cook:
| 1. la península Courbet al este, donde se encuentra Port-aux-Français, el puerto principal; 2. la península Rallier du Baty al suroeste; 3. la península Gallieni al sureste, dominada por el monte Ross; 4. la península de Loranchet al noroeste, que se extiende hacia el norte hasta el cap d'Estaing; 5. la casi isla Jeanne d'Arc al sureste; 6. la casi isla Ronarc'h, conectada al norte de la anterior ; | 1. la casi isla de la Société de géographie al norte; 2. la casi isla Joffre al nordeste ; 3. la casi isla de Prince de Galles ; 4. la casi isla de Gauss ; 5. la casi isla Bouquet de la Grye ; 6. la casi isla de Entrecasteaux ; 7. la casi isla de Bougainville. |

## Demografía
Como el resto del archipiélago de los Kerguelen y de Tierras Australes y Antárticas Francesas, Gran Tierra no posee ningún habitante permanente. En cambio, hay una base en Port-aux-Français, sobre la costa meridional de la península Courbet. Se encuentran allí aproximadamente 80 científicos en invierno y 120 en verano, así como una decena de ingenieros y de técnicos.